# Mélodie (film, 2023)
 (septembre 2023).
La mise en forme du texte ne suit pas les recommandations de Wikipédia : il faut le « wikifier ».
Les points d'amélioration suivants sont les cas les plus fréquents. Le détail des points à revoir est peut-être précisé sur la page de discussion.
- Les titres sont pré-formatés par le logiciel. Ils ne sont ni en capitales, ni en gras.
- Le texte ne doit pas être écrit en capitales (les noms de famille non plus), ni en gras, ni en italique, ni en « petit »…
- Le gras n'est utilisé que pour surligner le titre de l'article dans l'introduction, une seule fois.
- L'italique est rarement utilisé : mots en langue étrangère, titres d'œuvres, noms de bateaux, etc.
- Les citations ne sont pas en italique mais en corps de texte normal. Elles sont entourées par des guillemets français : « et ».
- Les listes à puces sont à éviter, des paragraphes rédigés étant largement préférés. Les tableaux sont à réserver à la présentation de données structurées (résultats, etc.).
- Les appels de note de bas de page (petits chiffres en exposant, introduits par l'outil «  Source ») sont à placer entre la fin de phrase et le point final[comme ça].
- Les liens internes (vers d'autres articles de Wikipédia) sont à choisir avec parcimonie. Créez des liens vers des articles approfondissant le sujet. Les termes génériques sans rapport avec le sujet sont à éviter, ainsi que les répétitions de liens vers un même terme.
- Les liens externes sont à placer uniquement dans une section « Liens externes », à la fin de l'article. Ces liens sont à choisir avec parcimonie suivant les règles définies. Si un lien sert de source à l'article, son insertion dans le texte est à faire par les notes de bas de page.
- La présentation des références doit suivre les conventions bibliographiques. Il est recommandé d'utiliser les modèles {{Ouvrage}}, {{Chapitre}}, {{Article}}, {{Lien web}} et/ou {{Bibliographie}}. Le mode d'édition visuel peut mettre en forme automatiquement les références.
- Insérer une infobox (cadre d'informations à droite) n'est pas obligatoire pour parachever la mise en page.

Pour une aide détaillée, merci de consulter Aide:Wikification.
Si vous pensez que ces points ont été résolus, vous pouvez retirer ce bandeau et améliorer la mise en forme d'un autre article.
 (février 2024).
Le contenu est difficilement compréhensible vu les erreurs de traduction, qui sont peut-être dues à l'utilisation d'un logiciel de traduction automatique.
Pour les articles homonymes, voir Mélodie (homonymie).
Pour plus de détails, voir Fiche technique et Distribution.
Mélodie (en persan : ملودی) est un film dramatique mystérieux tadjik-iranien de 2023 écrit, réalisé, produit et monté par Behrouz Sebt Rasoul. Il s'agit de la professeure de musique Mélodie qui souhaite composer une pièce sincère pour les enfants qui luttent contre le cancer, en utilisant le son de 30 oiseaux. Le film a été sélectionné comme candidature tadjike pour le Oscar du meilleur long métrage international lors de la 96e cérémonie des Oscars. Le film Mélodie sélectionné au 54ème Festival International du Film d'Inde et fera sa première projection internationale dans la section Cinéma du Monde,. Le film Mélodie a été sélectionné au 21e Festival international du film de Chennai et sera projeté du 14 au 21 décembre,.Le film Melody a été sélectionné dans la section compétition du 24e Keswick Film Festival Royaume-Uni, du 29 février au 3 mars 2024.
Le film Melody a été sélectionné au 42e Fajr International Film Festival 2024 en Iran.
Le film Melody a été sélectionné au 23e Festival international du film ImagineIndia, Madrid – Espagne.

## Synopsis
Dans un centre de cancérologie pour enfants, Mélodie enseigne la musique à 30 enfants. Il souhaite composer un morceau de musique en utilisant les sons de 30 oiseaux différents. Une tâche simple, mais lorsqu'ils ne trouvent que 20 oiseaux, Mélodie accompagnée de Mango, une gouvernante muette, embarquera sur un vieux chanteur qui sait où se trouvent le reste des oiseaux chassés.

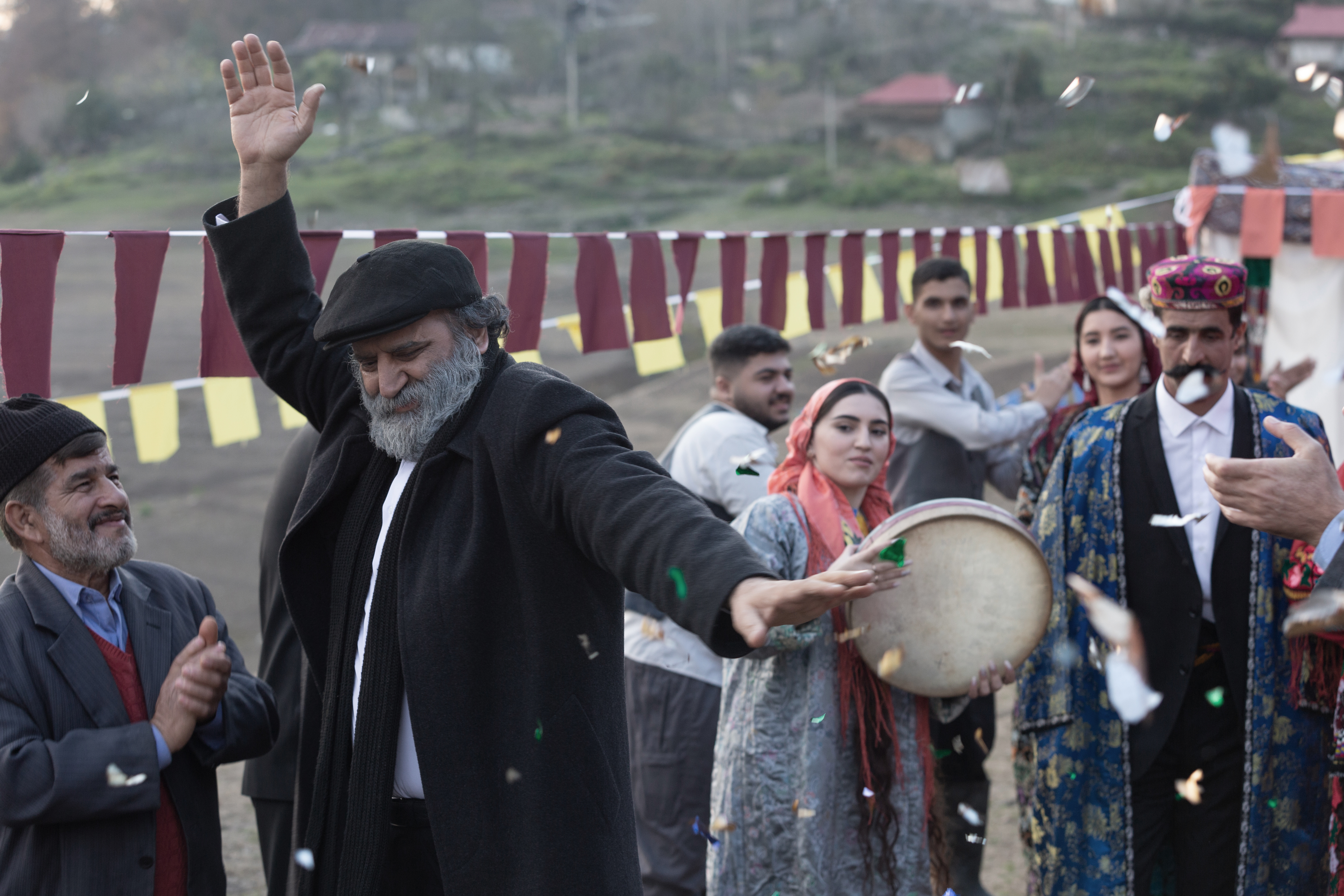
Une scène de danse.

## Fiche technique
- Titre original persan : Melodiya (ملودی ; littéralement « Mélodie »)
- Titre tadjik : Мелодия
- Titre français : Mélodie
- Réalisation : Behrouz Sebt Rasoul
- Scénario : Behrouz Sebt Rasoul
- Musique : Foad Samiei
- Photographie : Ali Mohammad Ghasemi

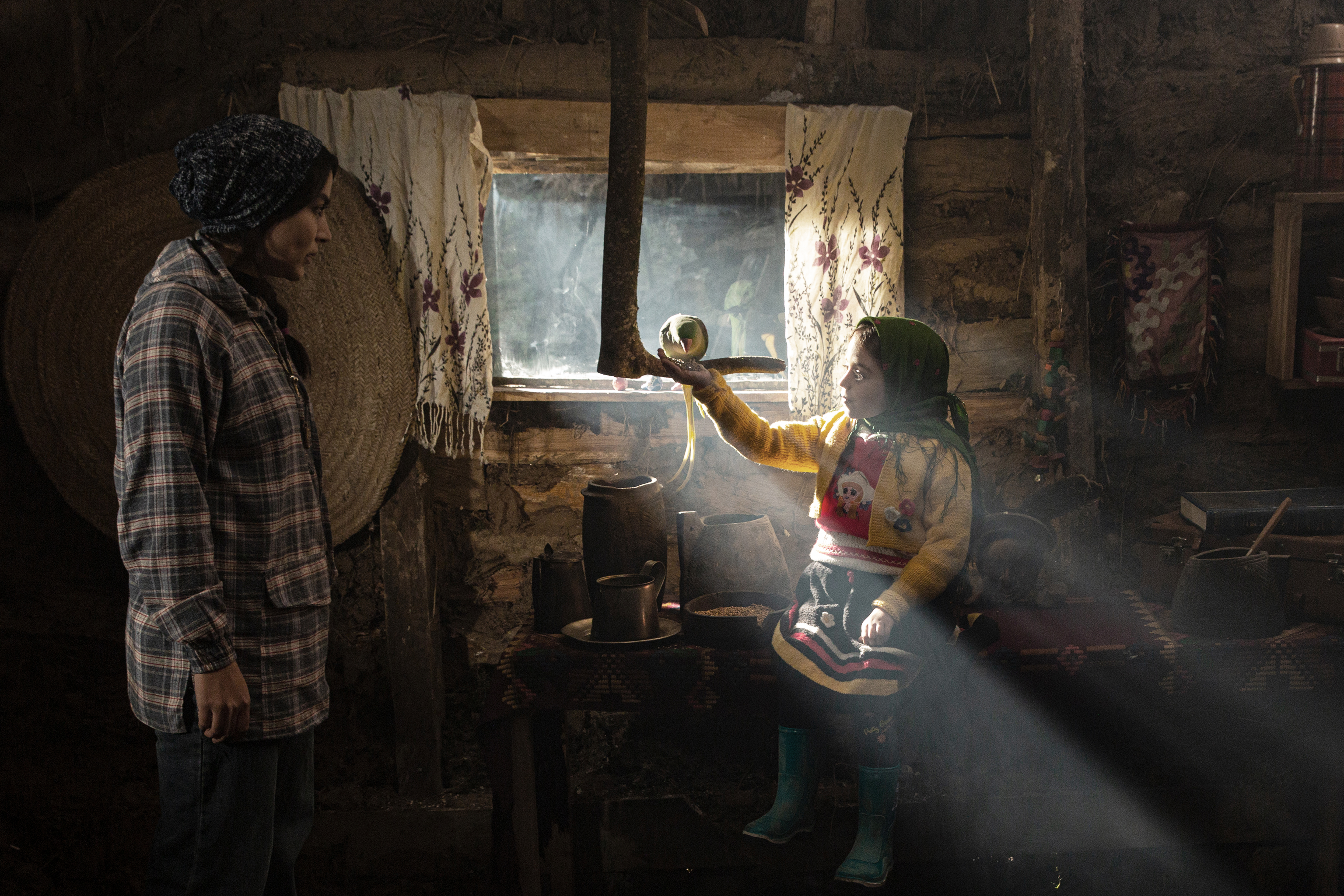
La scène avec le perroquet.

- Montage : Behrouz Sebt Rasoul
- Pays de production :  Iran,  Tadjikistan
- Langue originale : persan
- Genre : drame
- Durée : 85 minutes

## Acteurs
Les acteurs participant à ce film sont  :
- Diman Zandi : Mélodie
- Alireza Ostadi : vieux chanteur
- Meghdad Eslami : Mango
- Safar Hakadodov : le père du marié
- Zulfiya Sadikova : la mère du marié

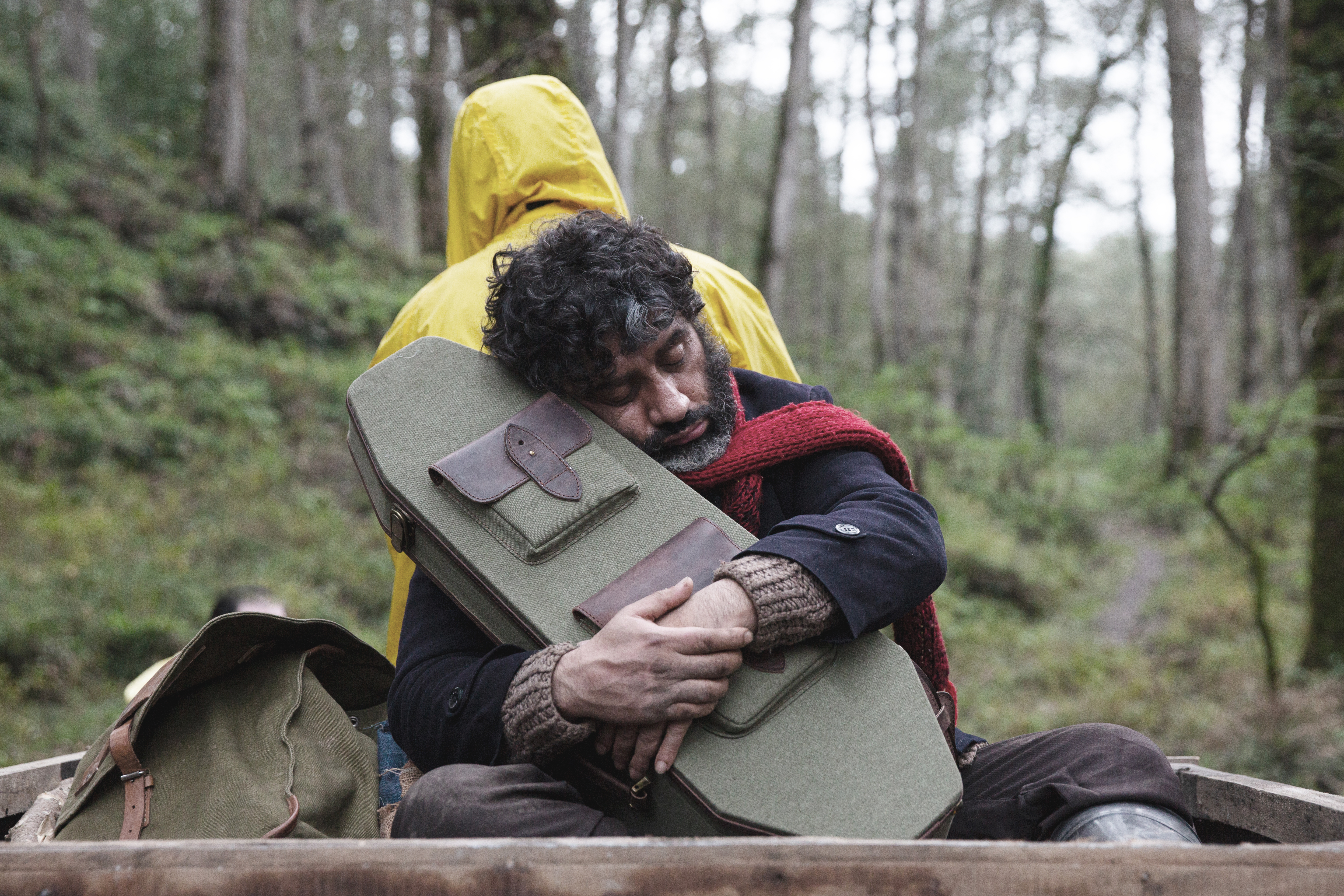
Une scène du film.

## Sortie
Mélodie a fait sa première mondiale en avril 2023 au Festival britannique de Cardiff avant d'être commercialisée en septembre 2023 dans les cinémas tadjiks.

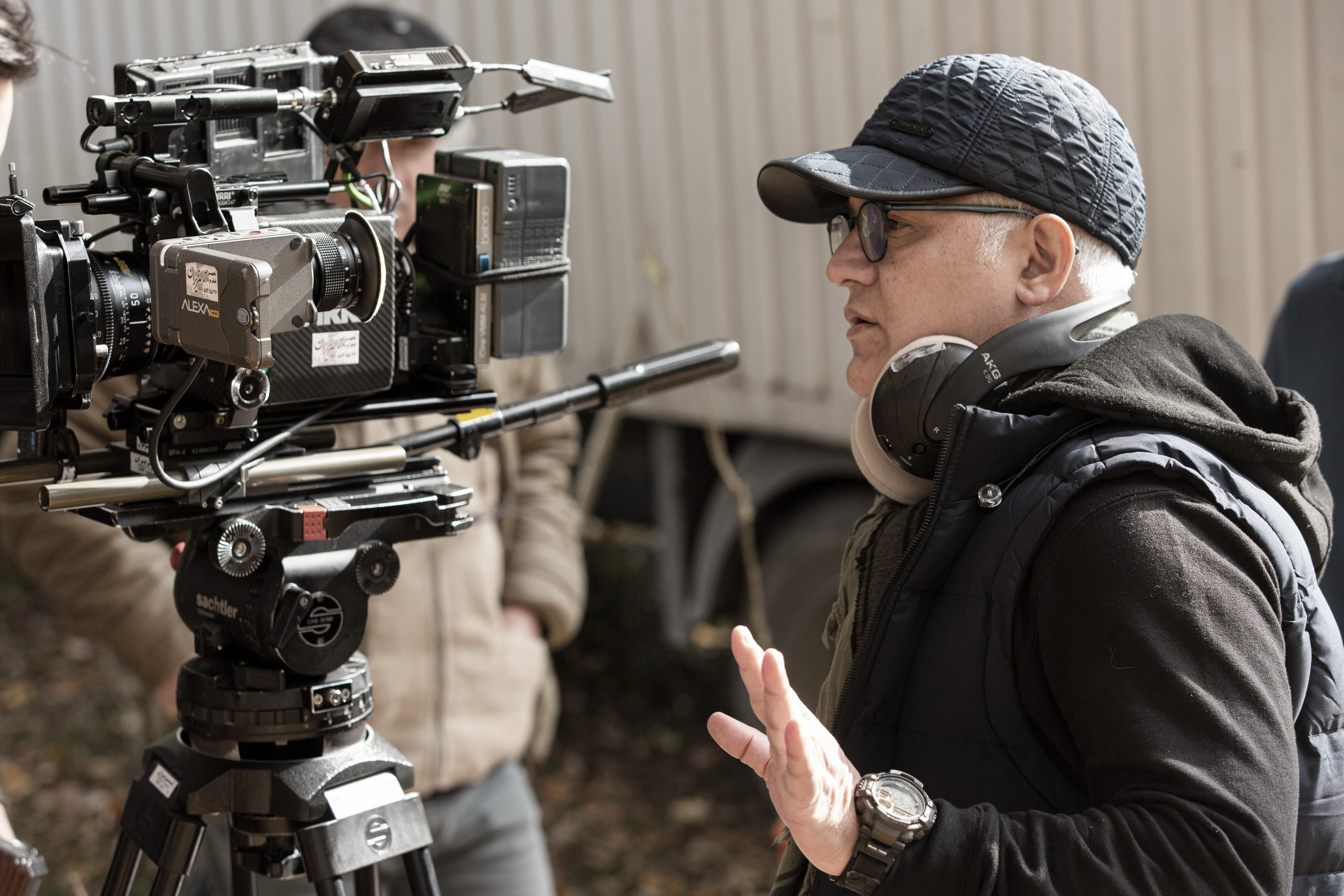
Le réalisateur et producteur.

## Réception critique
"Melody" a été bien accueilli par l'Union des cinéastes du Tadjikistan et a été officiellement soumis dans la catégorie Oscar du meilleur long métrage international . "Melody" est le troisième film tadjik à être soumis aux Oscars après 18 ans et le troisième au total.